# Clodia de censoribus
Clodia de censoribus va ser una llei romana establerta a proposta del tribú de la plebs Publi Clodi Pulcre l'any 696 de la fundació de Roma (58 aC) quan eren cònsols Luci Calpurni Pisó Cesoni i Aule Gabini. La llei prohibia als censors preterir en la llista i cobrir d'ignomínia als senadors, sense que haguessin tingut una acusació formal i haguessin estat condemnats. Això va reduir molt el poder de la censura, ja que anteriorment qualsevol dels dos censors podia eliminar un senador de la llista o anotar-lo (notatio) com a indigne, segons el que pogués conèixer privadament, i només el veto de l'altra censor ho podia impedir. Aquesta llei va ser eliminada per la llei Caecilia de censoribus pocs anys després.